# Ashanti Moore
Ashanti Moore (* 7. November 2000) ist eine jamaikanische Leichtathletin, die sich auf den Sprint spezialisiert hat.

## Sportliche Laufbahn
Erste internationale Erfahrungen sammelte Ashanti Moore im Jahr 2023, als sie bei den Weltmeisterschaften in Budapest in 200-Meter-Lauf an den Start ging und dort mit 23,12 s in der ersten Runde ausschied. 

## Persönliche Bestzeiten
- 100 Meter: 11,06 s (+1,0 m/s), 7. Juli 2023 in Kingston
  - 60 Meter (Halle): 7,23 s, 17. Februar 2023 in Lubbock
- 200 Meter: 22,49 s (+1,2 m/s), 8. April 2023 in Austin